# 恵梨華
恵梨華（えりか、1992年10月18日 - ）は、日本の元タレント。大阪府出身。元吉本興業大阪所属。大阪NSC34期生。
元つぼみ大革命のメンバー。

## 来歴
- 2010年のハイスクールマンザイにて近畿地区準決勝に進出。このときは同じ大会に後の霜降り明星の粗品・せいや（当時はそれぞれ別のコンビ）、レインボー池田、隣人橋本、にぼしいわしが出場していた[2]。
- 2013年5月4日 つぼみオーディションに合格、5期生として加入。(同期3名)
- 2013年8月4日 つぼみの先輩・樋口みどりことコンビ「ひぐちえりか」結成。
- 2014年6月14日 ひぐちえりか初単独ライブ「ショコラとさきいか」in HEP HALL開催。
- 2015年8月16日 ひぐちえりか2回目の単独ライブ「逆転恋愛」(道頓堀ZAZA HOUSE)開催。コンビ名を「ひぐちとえりか」に改名。
- 2016年4月26日 「マスゲン釣りチャンネル」で釣りガールの活動を開始。
- 2019年12月9日 つぼみ大革命として「女芸人No.1決定戦 THE W 2019」(日本テレビ) 決勝戦に出場。
- 2021年2月22日 ルームシェアをしている杉山優華、糸原沙也加とYouTubeチャンネル「ワイデラチャンネル」を開始。
- 2023年12月28日　「樋口みどりこ・恵梨華 卒業コンサート 〜笑わせて大革命！今日は泣かせてひぐえり大革命！〜」(心斎橋 BIGCAT) にて、つぼみ大革命を卒業。

## 人物
- 愛称はえりか、えりぴす、えりボン、もちもちえーかたん。
- NSC大阪校34期。仲の良い同期には、なにわスワンキーズをあげている[3]。
- つぼみ大革命のムードメーカー担当、メンバーカラーは黄色[4]。
- 趣味はプロレス観戦、1人呑み、釣り。
- 特技はディアボロ、バレーボール。
- 東京で3時のヒロイン福田麻貴、つぼみ大革命の杉山優華、糸原沙也加とルームシェアをしている[5]。
- 借金が100万円以上ある事を告白している[6]。借金はエステによるものと語っている[7]。

## 出演

### テレビ
過去
- トゲアリトゲナシトゲトゲ （2021年5月31日、テレビ朝日）[8]
- どきワク関西 （J:COMチャンネル、火曜日のみ）リポーター [9]
- ビタペディア（2017年3月15日、eo光チャンネル）[10]
- なんじゃかんじゃ調査団（2019年7月14日、KBS京都放送）

### ラジオ
現在
- つぼみ大革命のじゃんぐる♥レディOh！（YES-fm）：火曜日（不定期出演）

過去
- よしもとラジオ高校〜らじこー （2021年7月12日、FM大阪）[11]
- コーデBOX（2021年5月10日、エフエムあまがさき）[12]
- 坂本美雨のディア・フレンズ（2020年3月19日、TOKYO FM）[13]
- キャッチ！（2020年10月5日、FM滋賀）[14]
- NANIWAdelic RADIO（2021年01月18日、FM大阪）[15]
- OBCグッドアフタヌーン!ラジぐぅ（2021年01月12日、ラジオ大阪）[16]

### インターネット動画
現在
- つぼみ大革命の革命ナイト（ニコニコ動画）
- マスゲン釣りチャンネル（YouTube）
- ふらいでー･ないと･てぃーちゃー(FRESH LIVE、毎月第二金曜日)[17]

過去
- つぼみのニコニコランド（ニコニコ動画）：水曜出演
- WWSチャンネルリポーター：不定期出演 [18]
- クリスタルジムオンライン配信 マッチョ大革命！恵梨華を鍛え上げろ！（2021年8月15日、FANY Online）[19]
- 矢口真里の火曜The NIGHT（2021年4月14日[20]、2022年6月8日[21]、ABEMA）
- Save the NANIWAdelic（2020年6月12日、Laugh&Peace Music YouTubeチャンネル）[22]

### イベント
- フィッシングショーOSAKA2020 トークショー (2020年2月8日、depsブース) [23]

### 舞台
- 久馬歩責任編集「月刊コント年末号」 (2021年12月26日、よしもと漫才劇場) [24]
- 月刊コント プラン9号 (2021年6月13日、よしもと祇園花月) [25]
- 月刊コント 100回記念号 (2017年11月10日、松下IMPホール) [26]
- ひぐちえりか芝居公演『逆転恋愛』 (2017年8月16日、道頓堀ZAZA HOUSE) [27]
- ガラスの仮面・愛のメソッド (2017年2月1日・4日・6日・10日、アカルスタジオ)[28]
- 月刊コント 9月号 (2015年9月6日、よしもと漫才劇場) [29]
- 悲しき天使 OSAKA“STRAYDOG”公演 (2015年1月30日・2月1日、近鉄アート館) [30]
- 月刊コント 9月号 (2014年9月27日、5upよしもと)
- ひぐちえりか初単独 ～ ショコラとさきいか ～ (2014年6月14日、HEP HALL)  [31]